# Jan Feliks Szram Tarnowski
Jan Feliks Tarnowski zwany „Szram” (ur. ok. 1450, zm. 1507) – polski szlachcic.

## Życiorys
Syn Jana Feliksa Tarnowskiego i Anny z Oleśnickich.
Dziedzic Wielowsi, Rzochowa i Wadowic. Chorąży krakowski od 20 lutego 1484, starosta bełski 28 grudnia 1485, stolnik królewski od 27 maja 1494, kasztelan lubelski od 27 grudnia 1497, wojewoda lubelski przed 28 maja 1499, wojewoda sandomierski od 6 marca 1501, wojewoda krakowski i starosta horodelski od 1 września 1505.
Był sygnatariuszem unii piotrkowsko-mielnickiej 1501 roku. Podpisał konstytucję Nihil novi na sejmie w Radomiu w 1505 roku. Podpisał dyplom elekcji Zygmunta I Starego na króla Polski i wielkiego księcia litewskiego na sejmie w Piotrkowie 8 grudnia 1506 roku.
Żonaty z Katarzyną Ligęzą z Bobrku. Miał z nią trzech synów:
- Stanisława Tarnowskiego
- Jana Ciężkiego Tarnowskiego,
- Spytka Jana Tarnowskiego,